# 민족화합의 날
싱가포르의 민족화합의 날(Racial Harmony Day, 중국어: 种族和谐日)는 매년 7월 21일이며, 이날부터 1주일은 민족화합주간이다. 싱가포르의 각 지역사회와 사회단체, 학교들은 이 기간 여러 가지 행사를 통해 부동한 민족의 전통과 문화를 소개하고 민족화합의 중요성을 선전한다. 민족화합의 날은 1965년 독립 이전인 1964년 7월 21일 발생한 중국계와 말레이시아계간의 민족충돌 사건을 계기로 설립됐다. 그 후 반세기동안 싱가포르에서는 엄중한 민족충돌이 다시 발생하지 않았다. 따라서 싱가포르도 동남아지역 민족화합의 모범으로 되고 있다. 싱가포르가 이와 같은 성공을 거둔 것은 싱가포르 정부에서 실행한 통일적인 다원화 민족정책과 갈라 놓을 수 없다.

## 미니형 다민족국가
싱가포르는 국토면적이 710평방 킬로미터밖에 안되는 전형적인 미니형 다민족 국가이다. 2009년 집계에 따르면 싱가포르의 총 인구는 373만 명인데 그중 중국계와 말레이시아계, 인도계가 각기 74.7%, 13.6%, 8.9%를 차지하고 나머지는 기타 민족들이었다.
각 민족은 모두 부동한 문화전통과 종교신앙을 갖고 있다. 이를테면 중국계는 대다수가 불교, 도교를, 말레이시아계는 이슬람교, 인도계는 힌두교를 신봉한다.
사회경제 지위로부터 볼때에도 여러 민족간에는 차이가 존재한다. 중국계는 싱가포르의 주요한 경제명맥을 장악하고 교수, 공무원, 기술, 관리직 등에 종사하는 비률이 제일 높은데 비해 말레이시아계들은 대다수가 운수업, 청소부 등 육체로동에 종사한다.
다원화의 민족구조는 일찍 싱가포르에 엄중한 사회문제를 초래했었다. 식민지 시기였던 1950년에 말레이시아계와 인도계 이슬람교 신자들이 유럽인을 공격한 “마리아 폭란사건”이 발생했고 가장 엄중한 종족 충돌사건은 싱가포르가 말레이시아 연방에 귀속되어 있던 시기에 발생했다. 그러나 1965년 8월 독립 이후 반세기 동안 싱가포르에서는 엄중한 민족충돌이 더는 발생하지 않았다. 이는 싱가포르 정부가 장기간 실시해 온 통일적인 다원화 민족정책의 성과라고 할 수 있다.

## 내용
싱가포르 정부는 우선 싱가포르인이란 관념을 형성하고 부각시키는데 중점을 돌렸다. 리콴유 전임 총리는 독립초기에 이렇게 지적한바 있다. “싱가포르는 말레이시아계 나라도 아니고 중국계의 나라도 아니다. 인도계의 나라는 더구나 아니다. 싱가포르는 종합민족의 나라이다.”
1991년 국회는 “공동 가치관 백서”를 채택하고 싱가포르인의 5대 공동 가치관을 확정했다.
민족간의 차이를 줄이는 것은 국가 공동체 의식을 강화하는데 있어서 매우 중요한 수단이었다. 싱가포르 정부는 말레이시아 연방시기로부터 남아 내려온 일부 말레이시아계의 특수권리 규정 외에는 민족차이를 정치와 법률 범주에 거의 포함시키지 않았다. 이런 원인으로 싱가포르 법률에는 “민족”이란 단어를 거의 찾아볼 수 없다.
민족차이를 약화시기는 다른 한 가지 방법은 주택 배당제도로 민족간의 계선을 타파하고 각 민족들의 교류와 융합을 추진하는 것이었다. 독립이전 싱가포르의 각 민족들은 민족들끼리 따로 모여 살았으며 교류가 아주 적었다. 이런 민족융합에 불리한 거주방식을 개변시키기 위해 싱가포르 정부는 60년대에 도시개조와 주택개발의 기회를 이용하여 낡은 주민구를 철거하고 민족 계선을 타파했으며 4대 민족이 섞여사는 국면을 형성했다.

## 다원문화 정책
싱가포르의 다원문화주의는 우선 언어정책에서 구현되었다. 언어는 민족문화의 주요한 유산이며 민족특성을 유지하는 주요한 표징이기도 하다. 영어, 한어, 말레이시아어와 타밀어는 싱가포르의 4대 공식 언어이다.
언어면에서의 다른 한가지 중요한 정책으로 이중언어 교육이었다. 1966년부터 싱가포르는 소학교부터 이중언어 교수를 실시하기 시작했다. 영어학교의 제2 언어는 모어로 하고 모어 학교에서는 영어를 제2 언어로 해야 한다고 규정했다.
마지막으로 싱가포르의 다원문화주의는 종교에 대한 관용과 자유에도 구현됐다. 1994년 싱가포르는 “종교화합성명”을 발표했다. 싱가포르인들은 매년 “종족화합주간”때마다 이 성명을 낭독할 것을 권장하고 있다.

## 비정부기구의 역할
싱가포르에 존재하는 대량의 비정치 기층조직은 민족화합에 제도적인 보장을 제공하고 있다. 인민협회는 싱가포르의 최대 기층조직으로서 1960년에 설립됐으며 민족화합, 사회단합, 정부와 인민간의 교류추진 등을 취지로 삼고 있다.
리콴유는 인민협회를 설립한 주요한 목적은 각 사회단체가 민족, 언어, 종교, 문화차이를 초월하여 한자리에 모여 정치와 관계가 없는 여러 가지 오락, 사교와 교육 활동을 진행하는데 있다고 지적했다.
싱가포르의 통일적인 다원화 민족정책이 성공했다는 것은 바로 이상적인 국가 화합전략인 “하나”와 “다수”간의 균형을 잡아 고도의 국가 정체성을 형성함과 동시에 민족문화의 다양성을 견지했다는 것이다.